# Axidares
Axidares (armenisch Աշխադար; auch Axidaros bzw. Exedares; gestorben nach 114) war ein Prinz des Partherreichs und um 112 kurzzeitig König von Armenien.
Axidares stammte aus dem parthischen Königshaus der Arsakiden, sein Vater war der Partherkönig Pakoros II. Er hatte mindestens einen Bruder namens Parthamasiris. Axidares fungierte als König von Armenien, das formal unter der Oberhoheit Roms stand. Um 112 (die genaue Chronologie ist unsicher) wurde er von seinem Onkel Osroes I. abgesetzt und durch seinen Bruder Parthamasiris ersetzt, nachdem Osroes zuvor auch Pakoros im Partherreich gestürzt hatte. Die Einsetzung des Parthamasiris geschah aber ohne Zustimmung Roms, was einen Bruch des seit 63 bestehenden Vertrags von Rhandeia bedeutete. Dies nutzte Kaiser Trajan als Vorwand für seinen 114 beginnenden Partherkrieg. Axidares scheint noch um 114 zumindest Teile Armeniens kontrolliert zu haben. Über sein weiteres Schicksal ist aber nichts bekannt.